# 加護亜依
加護 亜依（かご あい、1988年〈昭和63年〉2月7日 - ）は、日本のタレント、歌手、女優、声優、YouTuber。奈良県大和高田市出身。ハロー!プロジェクトおよびモーニング娘。の元メンバー（4期）、女性デュオ・W（ダブルユー）のサブリーダー。愛称は加護ちゃん、あいぼんなど。
所属事務所はハロプロ時代にアップフロントエージェンシー、2008年からR&Aプロモーション系列のメインストリーム、2013年から威風飄々、2016年1月から2019年8月までアルカンシェル。

## 略歴

### モーニング娘。時代
2000年（平成12年）
- 3月 - テレビ東京のバラエティ番組『ASAYAN』内で行われた「モーニング娘。第3回追加オーディション」にて石川梨華、吉澤ひとみ、辻希美とともに合格。加護を指導した「教育係」は後藤真希[5]。
- 5月 - モーニング娘。9枚目シングル『ハッピーサマーウェディング』でデビュー。
- 7月 - 石川梨華とともにグループ内ユニット・タンポポに加入。同月、矢口真里、辻希美、ミカとともに身長150cm以下のユニット・ミニモニ。を結成。
- 12月31日 - 『第51回NHK紅白歌合戦』に初出場。以降2005年（平成17年）の『第56回NHK紅白歌合戦』までモーニング娘。とWで連続出場した[注 3]。

2001年（平成13年）
- 1月17日 - ミニモニ。として『ミニモニ。ジャンケンぴょん!/春夏秋冬だいすっき!』でデビュー。オリコン初登場1位を記録する。

2002年（平成14年）
- 9月23日 - タンポポを脱退した。

2003年（平成15年）
- 11月25日 - 自身初のソロ写真集『加護亜依写真集 KAGO ai』を発売。

2004年（平成16年）
- 元旦の日本テレビ『視聴率獲得サバイバル 生でハッスル挑戦テレビ』にて辻希美とともに円周12.8mのフラフープを30秒以上回し続けてギネス世界記録を更新した。同月『Hello! Project 2004 Winter 〜C'MON! ダンスワールド〜』の中野サンプラザでの公演で辻希美とともにモーニング娘。からの卒業を発表。
- 5月 - 辻希美とともに新ユニット・W（ダブルユー）を結成。
- 8月 - モーニング娘。を卒業。

### 喫煙報道により契約解除
2006年（平成18年）
- 2月 - 2月10日発売の写真週刊誌『フライデー』誌面において「加護亜依が東京都区部のレストランで喫煙していた」と、写真付きで報道された。当時の所属事務所であるアップフロントエージェンシー（現・アップフロントプロモーション）が事実関係を確認したところ、本人が事実を認めたため、当時18歳だった加護は未成年者喫煙禁止法（当時の名称）に違反となることから、謹慎処分となった[6]。

2007年（平成19年）
- 2月 - 2月23日発売の写真週刊誌『フライデー』誌面に、加護本人を取材した記事が掲載された。アップフロントエージェンシーで庶務やライブの裏方などを担当しており、喫煙スキャンダルについて「自分のしたことが本当に多くの人に迷惑をかけた」と述べ「許されるなら歌いたい」と復帰したい意向を表した。この時点でアップフロントエージェンシーは、復帰の時期は依然未定としていたが、吉澤ひとみ[注 4]のモー娘卒業公演（2007年5月）や20歳の誕生日（2008年2月）に復帰の兆しを見込まれていた[7][8]。
- 3月26日 - 週刊誌『週刊現代』において、東京都渋谷区の人気カフェ「SOMA」のオーナー（当時37歳）と、群馬県の草津温泉へレンタカーで1泊旅行、再度喫煙していた写真が掲載された。当時19歳であるため、違法である。なお、『週刊現代』編集長の講談社・加藤晴之は、2006年2月の最初の喫煙報道の当時は『フライデー』編集部に在籍していた。アップフロントエージェンシーが、加護亜依に事実関係を確認したところ「事実」と述べたため、「2回目という事態を重く受け止める」として、アップフロントエージェンシーが契約解除、懲戒解雇の発表を行ない、他の芸能事務所にも移籍しなかったことから、事実上の芸能活動停止となった。

### 芸能活動の再開
2008年（平成20年）
- 4月6日 - 芸能活動再開の見込みを携帯サイトのインタビューにてコメントしたことが報道された[9]。
- 4月10日 - 公式ファンクラブを開設し、公式ブログをオープン。
- 7月4日[注 5] - 『さんまのまんま』（関西テレビ）は芸能界に復帰して初めての番組出演だった。番組内では飼い犬トイ・ポメラニアンの「ダウニー」を連れて出演した。
- 8月10日 - 大阪市心斎橋のライブハウス「FANJ TWICE」で350人のファンを集めて「加護亜依◇復帰イベントin大阪」が開催[注 6] され、活動再開後、初めてファンの前で生ライブを行う。その模様を『情報ライブ ミヤネ屋』（読売テレビ）が密着取材し、翌11日に同番組で放送された。
- 12月5日 - 自身のブログで、治療を行うための精密検査の結果、以前診断されていたメニエール病ではなく、疲労であったことを発表した[10]。2008年11月15日付の自身のブログで「難病メニエール病を患っている」と述べていた[11]。

2009年（平成21年）
- 3月6日 - 同年1月に不倫報道をされた俳優の水元秀二郎の元妻から、熊本家庭裁判所を通じて慰謝料を求める調停を申し立てられたことが明らかになった。その際、元妻側は不倫の証拠として、台本の裏に書かれた加護が水元に送ったと思われるメモを提出。不倫報道に関して加護はブログで全面否定している。水元との関係が報道された時には「本命のカレに悪い」と発言している。
- 6月24日 - 復帰後初のシングル『no hesitAtIon』を発売。

### 2010年代
2010年（平成22年）
- 2月16日 - 東京JZ BRATで単独ジャズライブを行った[12]。
- 3月31日 - 自身初のジャズアルバム『AI KAGO meets JAZZ〜The first door〜』を発売。
- 6月25日 - SUMMER SONIC 2010に出演[13]。
- 10月21日「加護亜依が裁判に出廷せず、熊本地方裁判所から200万円の支払命令を受け、控訴しなかった」と報じられた[14]。

2011年（平成23年）
- 4月13日 - ライブDVDである『Ai KAGO meets JAZZ〜The First Door LIVE〜』を発売。
- 5月18日 - 雑誌『サイゾー』のインタビューにて、事務所移籍を予定した休業であることや、休業期間中に東日本大震災の被災地へ炊き出しに行ったことなどを語った。移籍に関しては、当時の所属事務所であるメインストリームは認めていないと報じられる[15]。9月7日に警視庁組織犯罪対策四課（通称：マル暴）から参考人聴取されていたことが発覚。この時、交際中かつ東京都港区六本木にて同居中だった当時44歳の飲食店経営会社社長が、暴力団関係者（山口組系弘道会傘下組長）との親密な関係を持ち出して、知人を脅し、恐喝未遂の疑いで逮捕された。9月11日に「自宅にて精神安定剤と見られる薬物を大量摂取して、自分の手首を切って倒れている所を関係者に発見され、救急医療センターに救急搬送されたが、命に別条は無い。警視庁麻布警察署は自殺を図ったと見ている」と報じられる[16]。
- 12月21日 - 先述の飲食店経営会社社長との結婚を発表。また妊娠していることも同時に発表した[17][18]。

2012年（平成24年）
- 6月22日 - 第1子となる女児を出産したことを、ブログで報告した[19]。

2013年（平成25年）
- 8月15日 - 所属事務所を「威風飄々（現・ピークハントプロダクション）」に変更し、芸能活動を再開することを発表。
- 8月21日 - 日刊スポーツは ≪「加護亜依」は商標登録済み 本名なのに…活動再開でも使えず！？≫ と報じた。前所属事務所（メインストリーム）が「加護亜依」を商標登録済み（登録番号第5287159号・存続期間満了日は2019年12月11日[注 7]）であり、関係者は「商標登録時点で加護は母方の池田姓を名乗っており、本名ではなかった。2011年に突然父方の加護に姓を戻した。事務所を飛び出した後に姓を戻し、本名だから商標登録に関係なく使えるというのは筋が通らない。加護亜依がその名前で活動した場合、道義的責任を追及したいので芸名の使用料を請求する」と話した。
- 10月、加護が自身も参加する新しいガールズユニットを結成することを発表した。コンセプトは「みんなでつくる! ガールズユニットプロジェクト!」。

2014年（平成26年）
- 2月 - 「みんなでつくる! ガールズユニットプロジェクト!」のオーディションで合格した、2人のメンバーとガールズユニット Girls Beat!!を結成。
- 7月22日 - Girls Beat!!の1stシングル『世界征服』をリリース。
- 7月26日 - 浅草六区ゆめまち劇場にてGirls Beat!!のデビューライブ開催。
- 9月14日 - 「コヤブソニック2014」にGirls Beat!!として出演。

2015年（平成27年）
- 4月3日 - 自身のブログで、離婚協議中であることを報告[20]。
- 5月12日 - 夫から肩を蹴るなどの暴行を受け、全治10日間のけがを負った。加護亜依自身からの警察への被害申告を受け、夫は傷害容疑で逮捕されたが、容疑を否認した[21]。
- 8月4日、6月までに離婚成立していたことが明らかとなり[22][23]、9日には自身のブログで離婚を報告した[24]。8月6日「威風飄々」と契約を更新しないことで合意し、フリーとなる[25]。この時点で加護が所属するGirls Beat!!は所属のままの形をとった。

2016年（平成28年）
- 1月20日、1月1日付で「アルカンシェル」へ移籍したことを、同社代表の中野尚美がブログで発表[2][3]。
- 2月29日 - Girls Beat!!から卒業[26][注 8]。
- 8月8日 - 美容関係の会社経営者との再婚を発表[28]。
- 9月23日 - 第2子（上記の美容関係会社経営者との子供）を妊娠していることを発表した[29][30]。

2017年（平成29年）
- 2月23日 - 第2子男児を出産[31]。義継と命名した事をブログで発表。

2018年（平成30年）
- 6月15日 - 「Hello! Project 2018 SUMMER 〜ALL FOR ONE〜/〜ONE FOR ALL〜」にゲスト出演することが発表された[32][33]。

2019年（平成31年）
- 3月30日 - 千葉・幕張メッセで開かれた「Hello! Project 20th Anniversary!! Hello! Project ひなフェス 2019」で13年ぶりに辻希美と共演し、W（ダブルユー）として復活を果たす。2人がコンサートで共演するのは、2006年1月以来のことだった[34]。なお、同日にWとして14年ぶりにリリースとなるミニアルバム『ちょい悪デビル』を配信発表[35]。
- 8月24日 - ライブ「Ai,Bonjour,2019 加護亜依★ファンの集い」を開催[36]。同日、所属事務所アルカンシェルとのマネジメント提携契約が解除される[4]。

### 2020年代
2020年（令和2年）
- 12月16日 - YouTube公式チャンネル「加護ちゃんねる」を開設。

2022年（令和4年）
- 2月12日 - 「加護ちゃんねる」にて初の生配信ライブを開催[37]。

2023年（令和5年）
- 2月25日 - 天王洲アイルKIWAにて3年半ぶりのワンマンライブ「加護ちゃんねる Live 2023」を開催[38]。

- 8月21日 - 週刊誌『FLASH』において、韓国旅行の動画をInstagramにアップしていたが、実は、稲川会の現役幹部と行動していたことが写真付きで報道された。本人のマネジメント担当に事実確認を求めると、旅行当時のものと認め、「暴力団員とは知らなかった。」と話している[39]。そのことについて、本人は、「驚くほど事実と違う事が多いので、今日中にYouTube撮ってアップします！」とX（旧Twitter）に投稿した[40][41][42]。

2024年（令和6年）
- 6月9日 - 東京キネマ倶楽部にてワンマンライブ「加護ちゃんねるLIVE『2024 Spring』」を開催。
- 12月30日 - 自身のInstagramを更新し、2022年に二度目の離婚をしていたことを発表した[43][44]。

2025年（令和7年）
- 5月30日 - 辻希美に続き、5月30配信のYouTube「エガちゃんねる」にて「23年間共演NG」であった江頭2:50との共演が解禁された。[45]

## 人物
2022年時点で身長153cm、体重43kg。血液型はAB。目黒区立第十中学校卒業。
ものまねが得意で常に研究するほど好きである。レパートリーは、 『サザエさん』のタラちゃんや、『となりのトトロ』のメイなど。芸能活動開始直後は共演の多かったとんねるずの石橋貴明やSMAPの中居正広などのモノマネも頻繁にしていた。2009年4月9日放送の『爆笑そっくりものまね紅白歌合戦』内の「めざせ!ものまね名人大集合」のコーナーではオーディションで事務所の意向ではなく自らの実力で出演し、椎名林檎のものまねで「本能」を披露し、審査員から高評価を得た。フラフープ、パントマイムと水泳も得意。趣味は料理、世界遺産を見ること。
スポーツは苦手であり、「ハロー!プロジェクトスポーツフェスティバル」では小学生にも60メートル走で負けたほどである。
2003年元日放送の『ウンナンvsモー娘。激突視聴率獲得サバイバル生でハッスル挑戦TV』にて辻、矢口とともに巨大フラフープのギネス世界記録に挑戦するも失敗（矢口も11mで失敗）。辻希美のみの達成となった。しかしこの記録は後にフランスの人物に破られ、2004年の同番組において辻と再び巨大フラフープの記録（12.8m）に挑戦し達成。ギネス世界記録2005年度版に掲載された。
同期の辻希美とはオーディションの時から非常に気が合い、「ミニモニ。」「W（ダブルユー）」などでともに活動することが多かった。加護がアップフロントエージェンシー（現・アップフロントプロモーション）から契約解除処分を受けてからも連絡を取っている。また、教育係でもあった後藤真希とも仲がよい。
アップフロントエージェンシーとの契約解除後はハロー!プロジェクトと長く絶縁状態で、公式にはコメントもできない状態であることを、2009年5月に『恐縮です!梨元勝です!』（BS11）に出演した際に語った。しかし、2018年8月25・26日に東京・中野サンプラザホールで行われた「Hello! Project 2018 SUMMER」公演にハロプロOGゲストとして出演を果たし、次いで、翌2019年3月30日には「Hello!Project ひなフェス2019」に参加し、13年ぶりに「W」としての活動を行った。
17歳の頃から愛煙家であり、禁煙していた時期があったが長続き出来ずに再喫煙していると公言している。
小学生時代（4・5・6年生）はお笑いコンビ・天才ピアニストのますみとクラスメイト同士だった。

## 作品

### シングル
| 枚  | 発売日        | タイトル      | 規格品番   | オリコン 最高位 |
| --- | ------------- | ------------- | ---------- | --------------- |
| 1st | 2009年6月24日 | no hesitAtIon | QACG-10001 | 52位            |

### アルバム
| 枚  | 発売日        | タイトル                              | 規格品番   | オリコン 最高位 |
| --- | ------------- | ------------------------------------- | ---------- | --------------- |
| 1st | 2010年3月31日 | AI KAGO meets JAZZ 〜The first door〜 | XNAE-10029 | 242位           |

### 参加作品
| 発売日        | 商品名                 | 歌                                          | 楽曲                                                                   | 備考                   |
| ------------- | ---------------------- | ------------------------------------------- | ---------------------------------------------------------------------- | ---------------------- |
| 2010年2月10日 | キラキラ♡魔女っ娘♡cluv | 加護亜依×MR. HARDGROOVE（PUBLIC ENEMY）名義 | 「ラムのラブソング」                                                   | うる星やつらOP         |
| 2010年2月10日 | キラキラ♡魔女っ娘♡cluv | 加護亜依×PAOLO SCOTTI 名義                  | 「ひみつのアッコちゃん」                                               | ひみつのアッコちゃんOP |
| 2020年6月11日 | XXX EP                 | ボクらの罪団 feat. 加護亜依                 | 「XXX」 「SHINKIROU」 「MONEY」 「灰&蝋 〜生まれてきてごめんなさい〜」 |                        |

### 映像作品
- こちら本池上署/第1シリーズ/DVD-BOX（5枚組）
- 加護ちゃんねる。 （2008年11月28日、エイベックス・マーケティング）
- 加護ちゃんねる。 Vol.2（2008年12月19日、エイベックス・マーケティング）
- 月刊 加護亜依 marionnette （2009年2月20日、イーネット・フロンティア、66分、JENF-1032）[注 11]
- 密着 加護亜依 （2009年2月20日・ローソン限定発売、2009年7月30日・一般発売、イーネット・フロンティア）
- カンフーシェフ（2009年8月7日）（プレミアムバージョンもあり）
- 加護亜依 VS FRIDAY GP（2009年10月25日、GPミュージアムソフト）
- テリー伊藤の落とし穴（2010年3月24日、イリュージョン ビクターエンタテインメント）
- LOS ANGELES（2010年3月25日、エアーコントロール）
- ホーンティング・ラヴァー 〜血ぬられた恋人たち〜（2010年8月27日発売、バンダイビジュアル）
- Ai KAGO meets JAZZ〜The First Door LIVE〜（2011年4月13日、XNAE-50015）

## 出演

### テレビドラマ
- ナショナル劇場『こちら第三社会部』（2001年9月 - 12月、TBS） - 清水有紀 役
- 新春特番ドラマ モーニング娘。新春!LOVEストーリーズ『時をかける少女』（2002年、TBS） - 芳山綾菜 役（安倍なつみが演じるヒロイン・芳山和子の妹役）
- ナショナル劇場『こちら本池上署』 第1 - 5シリーズ（2002年 - 2005年、TBS）
- 24時間テレビ 「愛は地球を救う」内ドラマ『父さんの夏祭り』（2002年、日本テレビ）
- モーニング娘。サスペンスドラマスペシャル『三毛猫ホームズの犯罪学講座』（2002年12月、TBS） - 加護亜依（本人） 役
- VICTORY!〜フットガールズの青春〜（2003年、フジテレビ）
- ドラマ愛の詩『ミニモニ。でブレーメンの音楽隊』第9回 - 第12回「1949年」（2004年3月6日 - 27日、NHK教育） - 主演・丹羽雛子 役
- 日本史サスペンス劇場（2008年8月6日・20日、日本テレビ） - 千姫 役
- トンスラ 第3話、第6話、第11話、最終話（2008年、日本テレビ） - 小説家・久留米舞 役
- イケ麺そば屋探偵〜いいんだぜ!〜 第3話（2009年7月18日、日本テレビ） - うらみ益代 役

### バラエティ
- ハロー!モーニング。（2000年4月9日 - 2007年4月1日、テレビ東京）[注 12]
- おはスタ（不定期、テレビ東京）
- ティンティンTOWN!（2002年7月5日 - 2004年3月26日、日本テレビ）
- 二人ゴト（2004年5月19日 - 21日・8月10日 - 17日、テレビ東京）
- 魔女っ娘。梨華ちゃんのマジカル美勇伝（2004年12月7日 - 10日・20日 - 24日、テレビ東京）
- サンデージャポン（2008年12月21日・2009年1月25日・5月10日、TBS）
- 今夜もドル箱!!（2009年3月17日・2010年4月27日、テレビ東京）
- 爆笑そっくりものまね紅白歌合戦スペシャル（2009年4月7日、フジテレビ）
- プロインタビュアー吉田豪の元○○な人々（2010年7月6日 - 18日、関西テレビ）
- 夜は美女バナ（2010年4月2日 - 9月24日、サンテレビ）
- ショーバト!（2010年6月29日、日本テレビ）
- ダウンタウンなう（2015年8月28日、フジテレビ）
- ヨソで言わんとい亭〜ココだけの話が聞ける（秘）料亭〜（2015年10月29日、テレビ東京）
- BAZOOKA!!!（2016年1月6日、BSスカパー!）
- アウト×デラックス（2021年11月11日、フジテレビ）
- 丸商建設スペシャル 山本圭壱がてげ接待!（2022年7月6日、宮崎放送）[55]

### ドキュメンタリー番組
- 密着!!加護亜依の素顔〜ニューヨークから始まる新たな挑戦〜（2010年10月28日、BSフジ）

### 情報番組
- ハワイに恋して（2010年10月 - 2011年3月、CS 275チャンネル EXエンタテイメント・BS12）

### ラジオ
- タンポポ編集部 OH-SO-RO!（2000年10月3日 - 2002年9月17日、TBSラジオ）
- ミニモニ。のみんなHAPPY!（2001年 - 2003年、ニッポン放送などNRN）
- MBSヤングタウン土曜日（2003年5月10日 - 2004年3月13日、MBSラジオ）
- Jam the WORLDシャッフルクイズ（2008年8月の聴取率調査週間、J-WAVE）
- 爆笑問題の日曜サンデー（2009年9月6日・2010年10月3日、TBSラジオ）

### ネット配信
- 加護亜依のガールズLOVEトーク（2008年11月5日 - 2009年1月7日、ORICON.TV）
- 月刊 加護SPA!（2010年6月30日 - 公開終了、ニコニコ生放送）
- 月刊! 加護ちゃんねる（2010年8月18日 - 11月、ニコニコチャンネル）
- 街録ch〜あなたの人生、教えて下さい〜（2021年11月14日・20日、YouTube番組）
- 罵倒村（2025年5月13日、Netflix)

### オーディオドラマ
- オーディオシネマ 私が裁判員に選ばれたっ!（2009年[56]）

### 映画
- レズパラ（1997年） - ビブ 役 (声優)
- カンフーシェフ（功夫厨神） （2009年日本公開、香港映画） - シェン・イン 役
- 弁天通りの人々（2009年） - 妻 サク 役
- 呪怨 黒い少女（2009年） - 主演・裕子 役
- 華鬼 三部作 響×桃子編（2009年） - 土佐塚桃子 役
- 肉食系女子。（2010年） - 主演・大神狩子 役
- ホーンティング・ラヴァー 〜血ぬられた恋人たち〜（2010年8月7日公開、香港映画） - シウチャン 役
- 多動力 THE MOVIE（2019年） ※友情出演[57]

### テレビアニメ
- 届け!FM83〇!マンデーナイトシンフォニーSS!（2021年、シュウ[58]）

### ライブ・イベント・舞台
| 開催日                                   | 公演タイトル | 場所                                                                       | 備考                                    |
| ---------------------------------------- | --- | -------------------------------------------------------------------------- | --------------------------------------- |
| 2008年8月10日・11日                      | 加護亜依◇復帰イベントin大阪                                                                                      | 大阪・FANJ TWICE                                                           |                                         |
| 2008年10月13日                           | 加護亜依◇スペシャル・プレミア・パーティ                                                                          | 東京・PINK BIG PIG                                                         |                                         |
| 2008年12月20日                           | SPECIAL LIVE PARTY/X'mas 感謝祭2008                                                                              | 東京・日本青年館                                                           |                                         |
| 2009年1月27日 - 2月1日                   | 春風亭小朝奮闘公演                                                                                               | ル・テアトル銀座                                                           | 2人芝居                                 |
| 2009年1月27日                            | 加護亜依Jazz Live 1st                                                                                            | 東京・JZ Brat（セルリアン東急ホテル2F）                                    |                                         |
| 2010年4月5日 2010年4月23日 2010年4月24日 | 「AI KAGO meets JAZZ The first door」アルバム発売記念ライブ                                                      | 東京・JZ BRAT SOUND OF TOKYO 名古屋・Live House DOXY 大阪・Live & Bar WAZZ |                                         |
| 2010年6月6日                             | JAPAN DAY 2010 - Japan Day Festival                                                                              | ニューヨーク・セントラルパーク                                             | スペシャルサポーター                    |
| 2010年8月8日                             | SUMMER SONIC 2010                                                                                                | 千葉・幕張 Riverside Garden                                                |                                         |
| 2010年8月28日                            | 加護亜依JAZZ〜The First Door〜                                                                                   | 東京倶楽部                                                                 |                                         |
| 2018年8月25日・26日                      | Hello! Project 20th Anniversary!! Hello! Project 2018 SUMMER 〜ALL FOR ONE〜/〜ONE FOR ALL〜                     | 東京・中野サンプラザ                                                       | ゲスト出演、計3公演                     |
| 2019年3月30日                            | Hello! Project 20th Anniversary!! Hello! Project ひなフェス 2019「Hello! Project 20th Anniversary!! プレミアム」 | 千葉・幕張メッセ 国際展示場 1ホール                                        | 辻希美とW（ダブルユー）としてゲスト出演 |
| 2022年10月10日                           | けいちょんチャンネル presents け'z & 加護亜依                                                                    | 東京・Spotify O-EAST                                                       |                                         |

## 書籍

### 著作
- U+U=W（ユー プラス ユー イコール ダブルユー）（2004年12月4日、竹書房） ISBN 978-4812419472
- 加護亜依 LIVE 〜未成年白書〜（2008年8月25日、メディア・クライス） ISBN 978-4-7788-0338-4

### 写真集
- 辻希美・加護亜依写真集 辻加護（2002年5月22日、ワニブックス、ISBN 978-4847027109）- モーニング娘。ソロ写真集シリーズ
- 加護亜依写真集 KAGO ai（2003年11月25日、ワニブックス、ISBN 978-4847027833）
- 月刊 加護亜依（2009年1月23日、新潮社、ISBN 978-4107901958）
- 加護亜依写真集 金曜日（2009年8月24日、講談社、ISBN 978-4063528152）
- LOS ANGELES（2010年3月25日、ジーオーティー、ISBN 978-4860847371）

## 所属ユニット
- モーニング娘。（2000年 - 2004年）
- タンポポ（2000年 - 2002年）
- シャッフルユニット
  - 黄色5（2001年、T&Cボンバー解散後）
  - 三人祭（2001年）
  - ハッピー7（2002年）
  - SALT5（2003年）
  - H.P.オールスターズ（2004年）
- ミニモニ。（2000年 - 2007年）
- ポッキーガールズ（2002年、江崎グリコポッキーCMキャラクター）
- モーニング娘。さくら組（2003年 - 2004年）
- W（ダブルユー）（2004年 - 2007年）

年）
- Girls Beat!! (2014年 - 2016年)